# Главный корпус оружейного завода (Ижевск)
Гла́вный ко́рпус оруже́йного заво́да — промышленное здание XIX века, центральное здание комплекса Ижевского оружейного завода, находящееся по адресу: Ижевск, проезд Дерябина, 3. Указом Президента РФ от 20.02.1995 г. № 176 здание главного корпуса оружейного завода признано памятником градостроительства и архитектуры федерального (общероссийского) значения. Весь ансамбль Главного корпуса состоит из шести зданий общей площадью 21 045 м². Относится к заводским зданиям редкого адмиралтейского типа, которых в России всего четыре: корпус Воткинского завода, Адмиралтейство и Ижорский завод в Петербурге, и главный корпус оружейного завода Ижевска (разработчик проекта С. Е. Дудин — ученик А. Д. Захарова, создателя комплекса зданий Адмиралтейства).
Здание является одним из символов города. В частности, в советское время оно изображалось на неофициальном гербе Ижевска.

## История

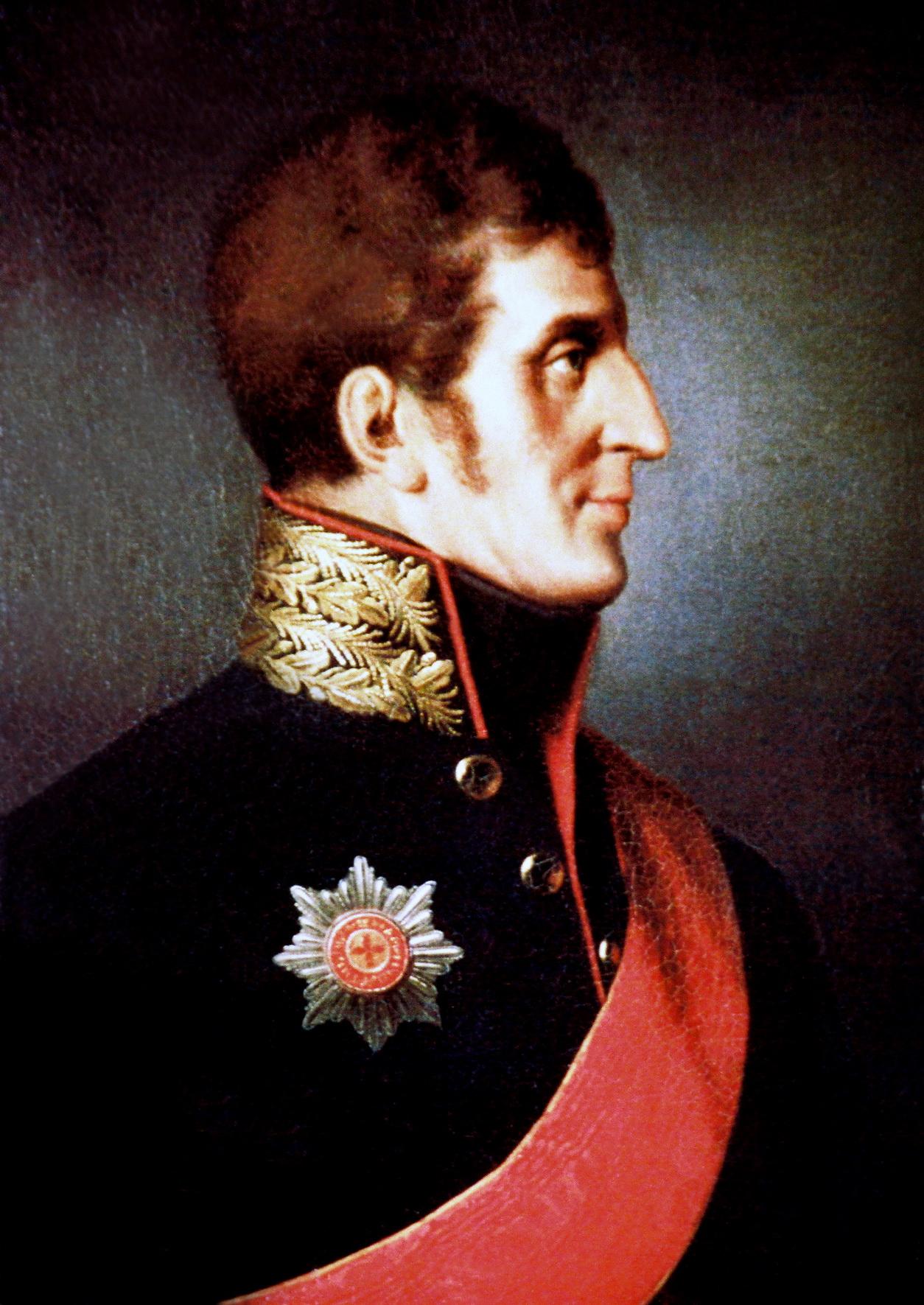
А. Ф. Дерябин — ответственный за постройку корпуса

Указ о строительстве Ижевского оружейного завода дан Александром I 6 февраля 1807 года, 10 июня 1807 года в Ижевске была основана оружейная контора (эта дата считается днём рождения Ижевского оружейного завода), немного позже было принято решение наладить производство оружия, построив новый завод, объединённый с уже существующим железоделательным заводом, потенциально главным поставщиком сырья. Строительство нового завода было поручено горному инженеру Андрею Фёдоровичу Дерябину (позднее — основатель и первый директор Департамента горных и соляных дел), руководителю Пермских заводов.
Решено было построить четырёхэтажное здание, разработку проекта в 1807—1808 годах поручили художнику 14-го класса, выпускнику Академии художеств Семёну Емельяновичу Дудину, ученику выдающегося архитектора А. Д. Захарова, уже имевшему опыт проектирования оружейного завода в Италии.
Строительство главного корпуса велось с 1808 по 1815 год. Затем строился трёхэтажный восточный флигель с переходом в главный корпус, окончательная отделка внутренних помещений и установка оборудования продолжались до 1820 года. Ижевский оружейный завод стал первым в России многоэтажным производственным зданием.
В 1833 году в башне установлены куранты. В ночь на 18 марта 1834 года в здании Главного корпуса произошёл сильный пожар, обрушилась башня. Восстановительные работы начались в мае 1834 года. В них приняли участие: полковник строительного отряда, автор проекта восстановления А. Б. Андреев, архитекторы Д. И. Висконти, И. И. Шарлемань, А. Д. Брыкин, инженер А. П. Семёнов, живописец и скульптор А. И. Самотохин, скульптор-чеканщик П. С. Трубенков. Руководил работами инженер А. Б. Елфимов.
В результате реставрации в 1836 году с плотины на третий этаж был переброшен мост-арка, а ещё через год восстановление закончилось. В 1838 году были пущены в ход вновь установленные на заводской башне часы-куранты (их снова безвозмездно сделал 74-летний «отставной галантерейный и штамповый мастер» Шнотц с помощником Р. Глушковым).
В 1843 году строительство Главного корпуса, обошедшееся государству в 1,7 млн рублей, было окончено.
10 июня 1907 года на плотине напротив Главного корпуса в честь 100-летнего юбилея завода был установлен памятник основателю оружейного завода А. Ф. Дерябину.
В 2011 году состояние здания стало критическим, в марте инициативная группа жителей Ижевска предложила провести «субботник», в рамках которого предлагалось убрать метровый слой снега с крыши ветхого здания, 2 апреля на Центральной площади Ижевска состоялся митинг с требованием к властям Ижевска и Удмуртии принять срочные меры к спасению Главного Корпуса Оружейного завода, и в августе 2011 года началась поэтапная реставрация и реконструкция корпуса: сначала ремонт несущих конструкций крыши и карнизов, потом — смена кровли. В дальнейшем в здании планировалось открыть историко-культурный центр.
На апрель 2014 года состояние здание неудовлетворительное, но реконструкцию начать нельзя, так как здание находится в федеральной собственности, и местные власти не могут приступить к работам по ремонту и восстановлению.
3 июля 2018 года загорелась башня главного корпуса; в результате пожара обрушился её шпиль.
В 2024 году к празднованию Дня города Ижевска (12 июня) была произведена косметическая реставрация башни, проведены работы по укреплению конструкций здания. Восстановлена триумфальная колонна с золотым шаром, часовой механизм и колокола. Новая колонна изготовлена из нержавеющей стали.

## Описание здания
Так как завод был построен в низкой болотистой местности, на берегу Ижевского пруда, особое внимание было уделено устройству и укреплению фундаментов. На четырёхэтажное здание пошло 8 миллионов кирпичей.
Внутреннее устройство — восемь больших сводчатых залов.
Длина здания 350 метров. В центральной части здания расположена колоннада из 10 полукруглых пилястр, которая поддерживает антаблемент и двухъярусный аттик, служащий подножием башни (общая высота 50 или 51 метр), состоящей из трёх объёмов и завершающейся высоким шпилем в виде дорической колонны — традиционный башенный шпиль заменён триумфальной колонной с бронзовым двуглавым орлом, который попирал трофейные пушки и латы и французских одноглавых орлов (как символ недавней победы в Отечественной войне 1812 года), но в 1919 году орёл был сброшен и утоплен в пруду. В нижнем, более массивном ярусе башни прорезаны высокие проёмы-звоны, в которых помещается набор из десяти колоколов заводских часов-курантов (авторства мастера Шнотца с помощником Р. Глушковым).
Общее состояние памятника неудовлетворительное, отклонение верха колонны от вертикали составляет более метра.

## Галерея

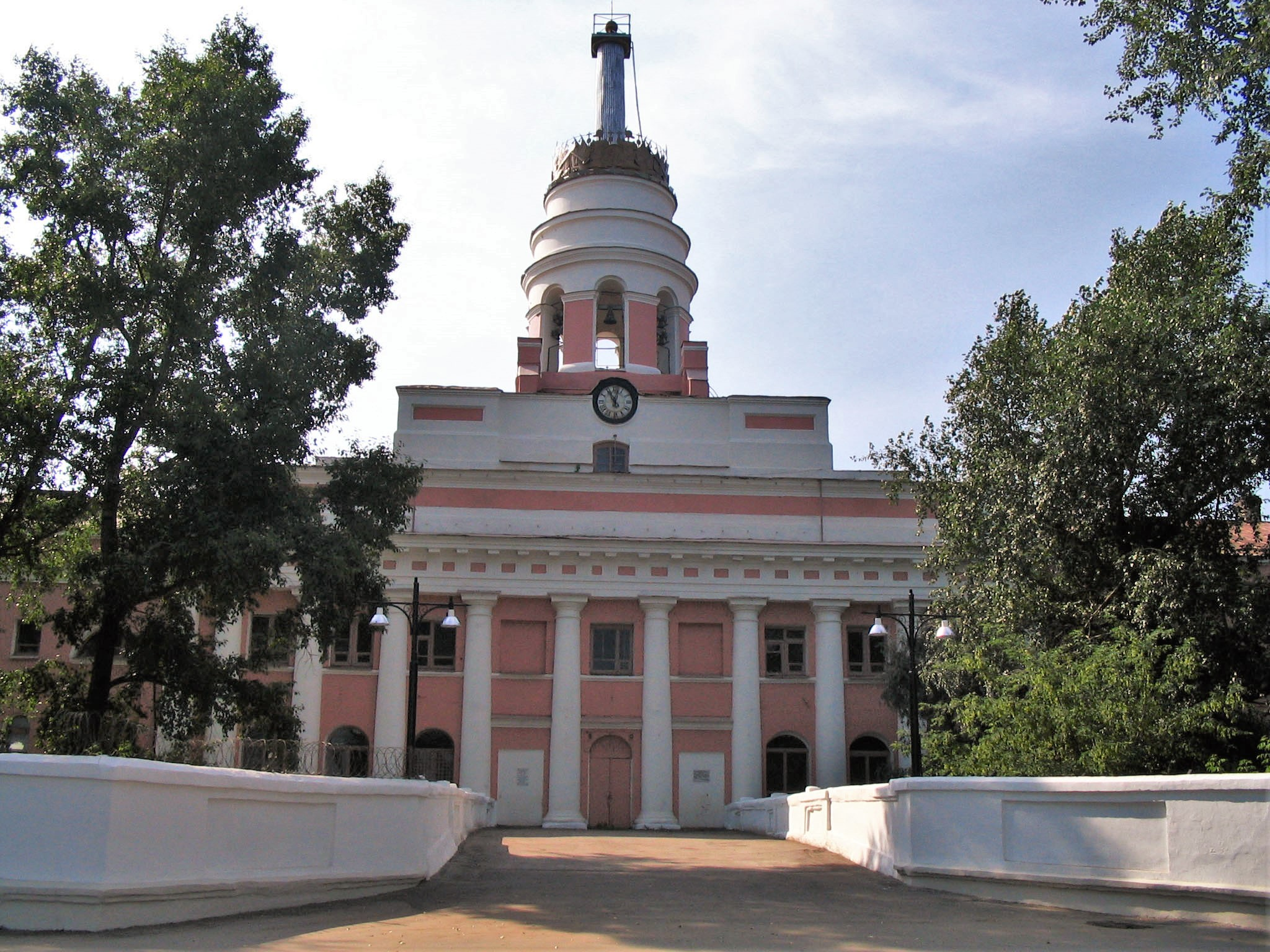
Главный корпус в 2007 году
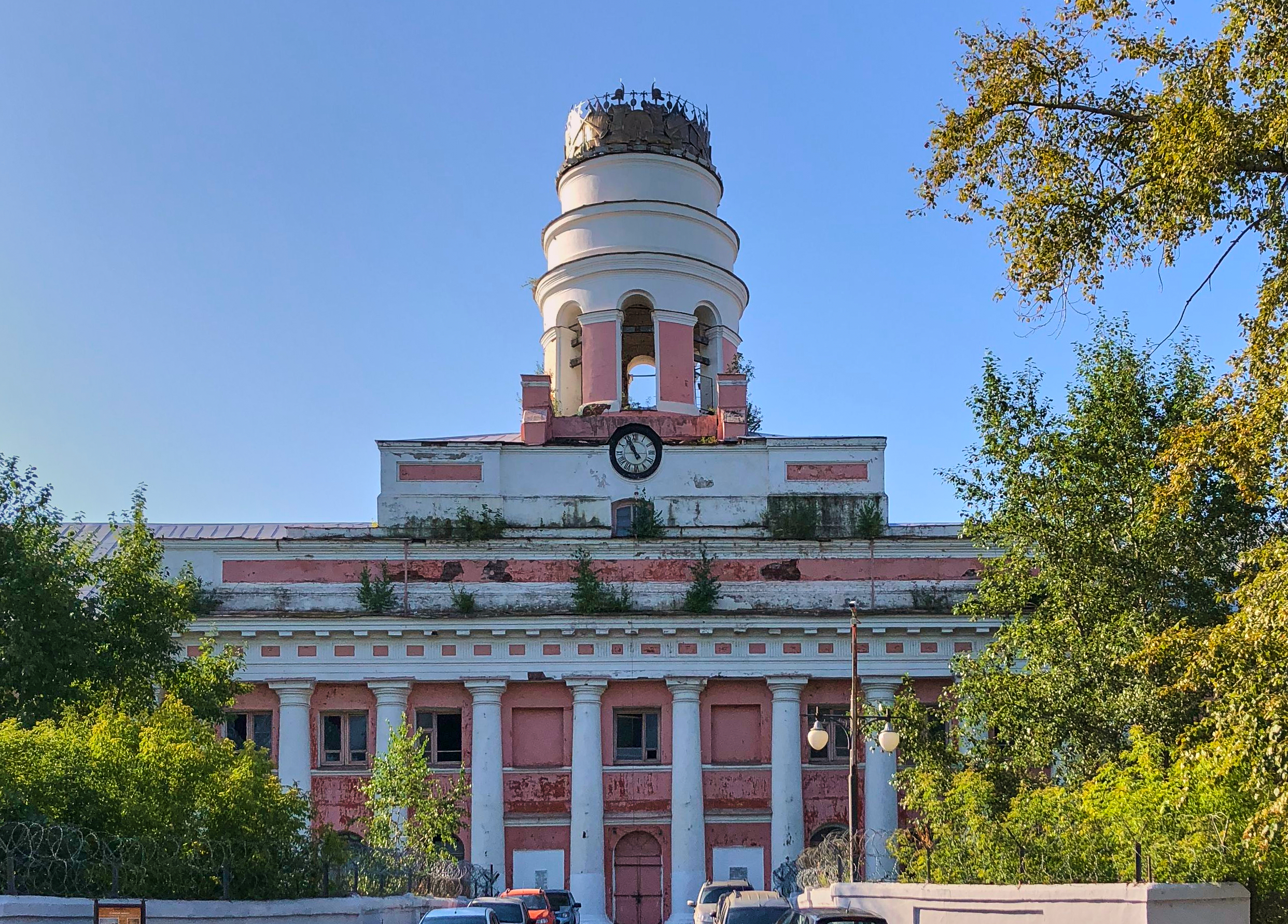
Главный корпус после пожара в июле 2018 года
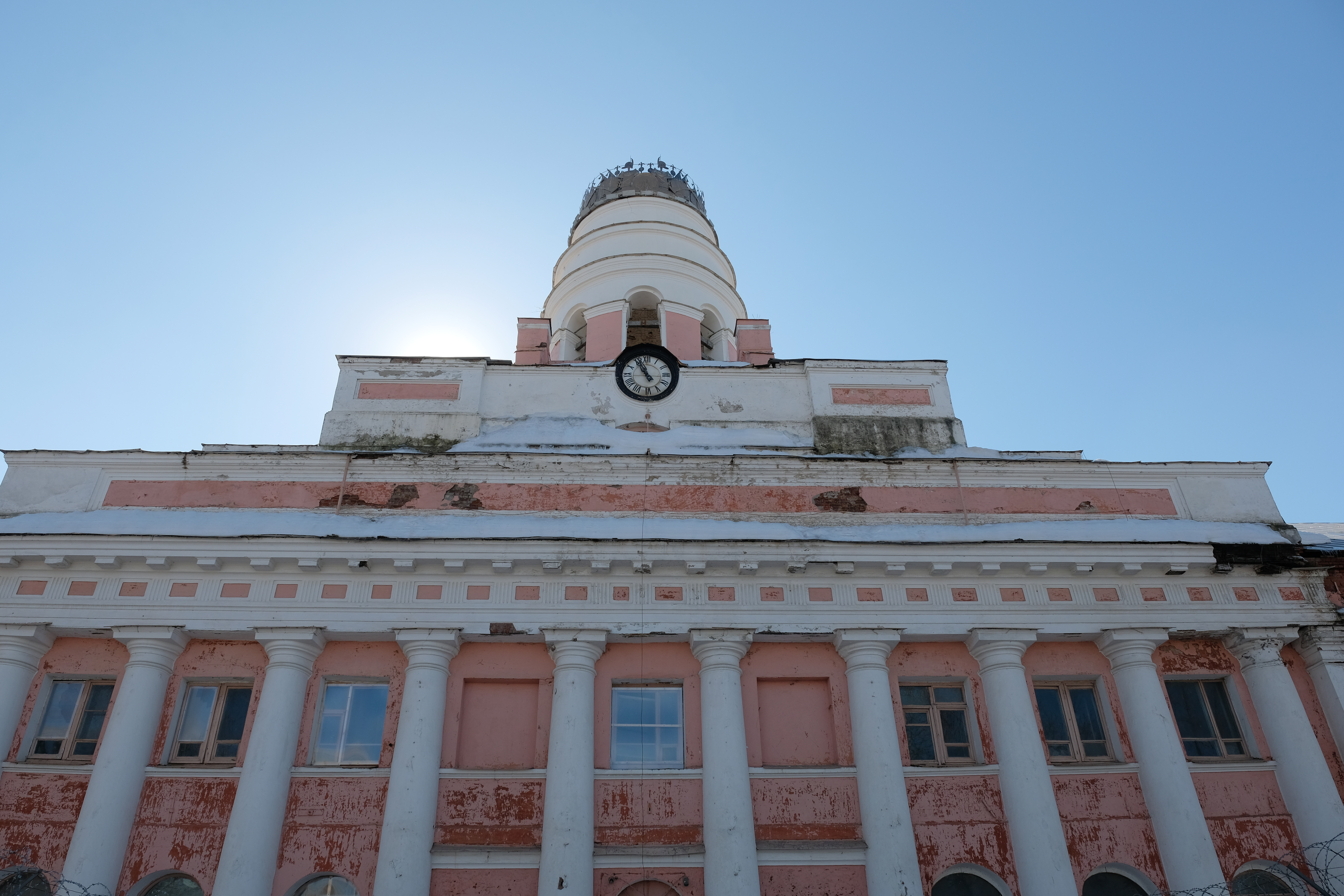
Вид на здание
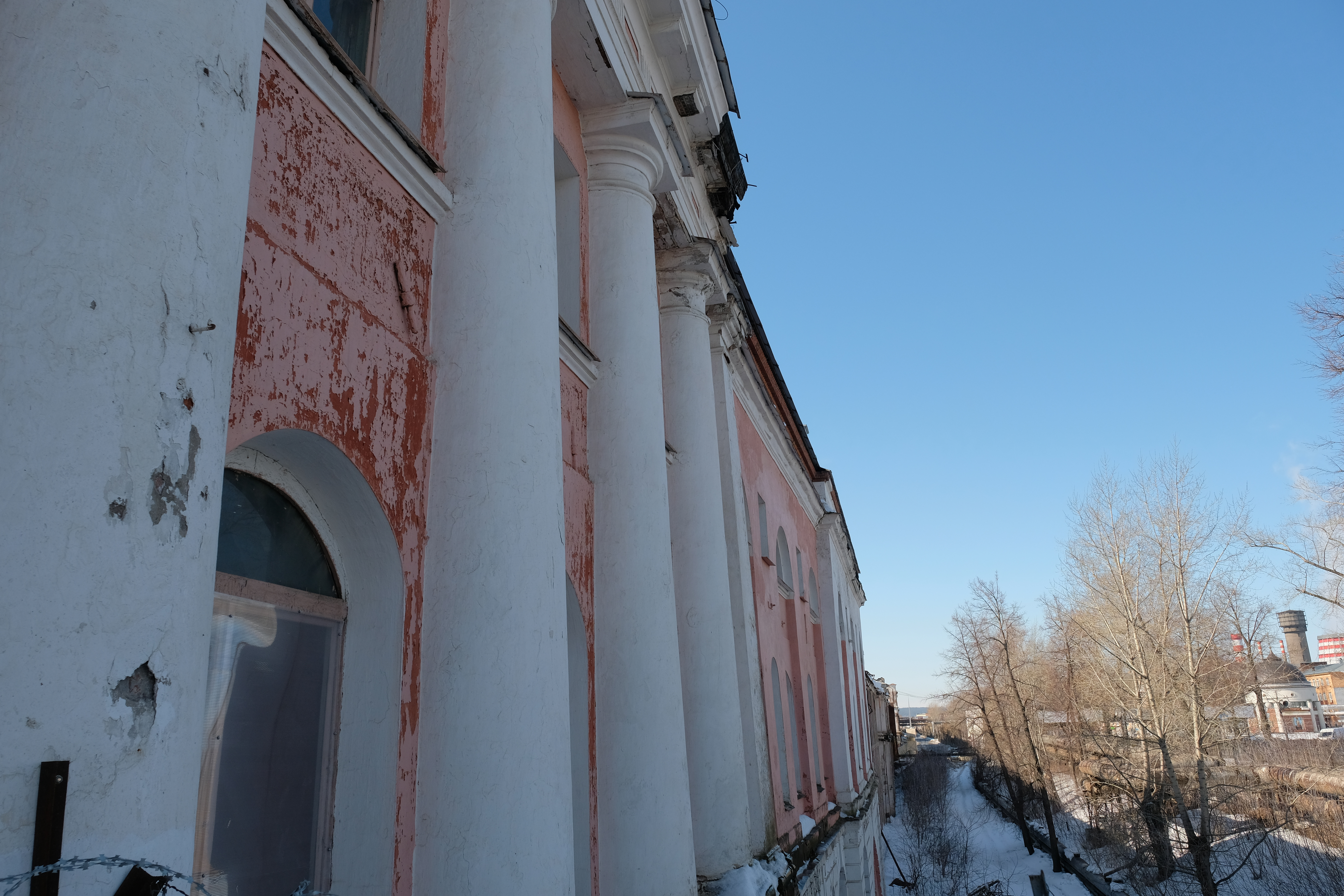
Колонны главного корпуса
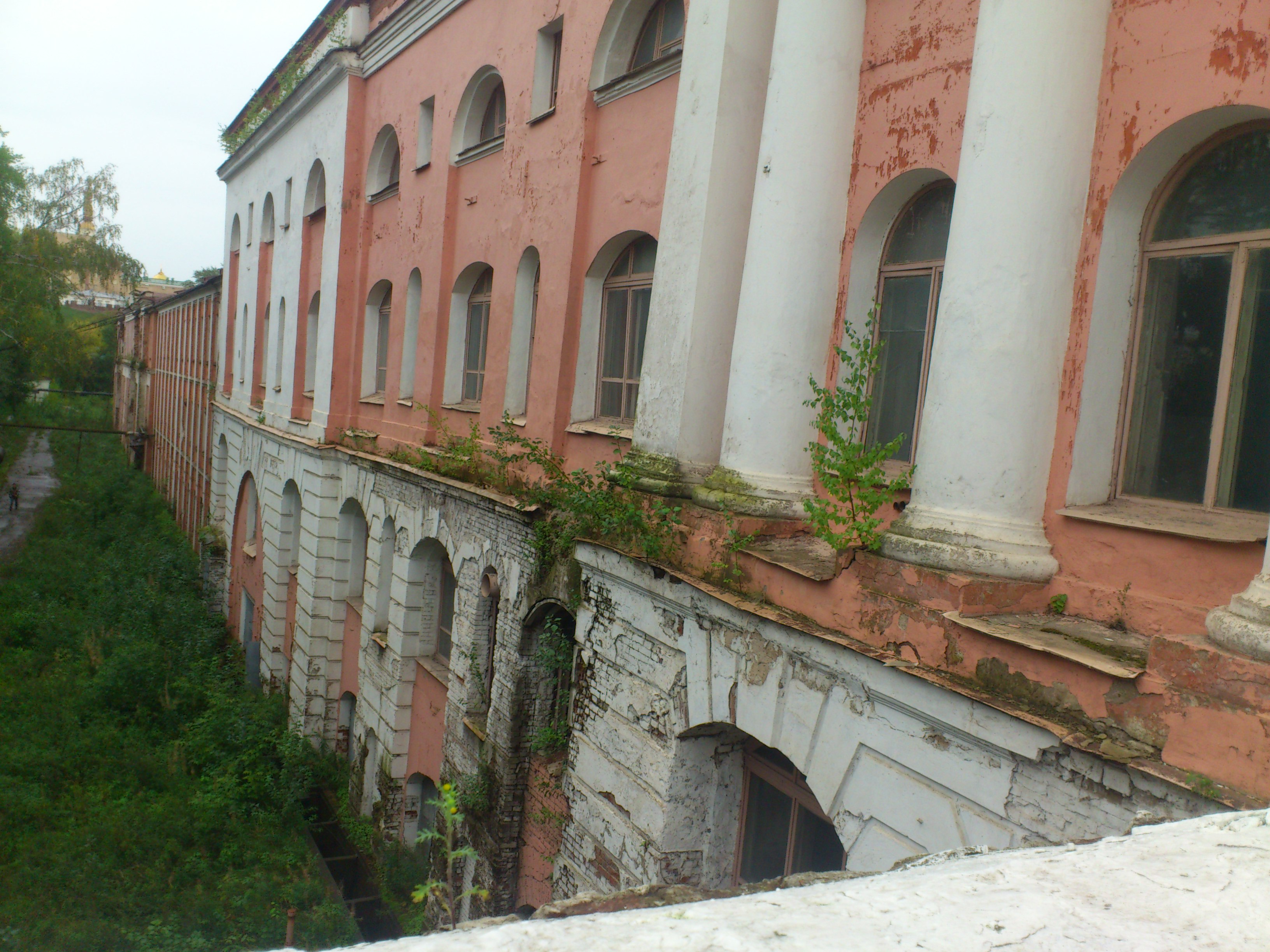
Колонны главного корпуса
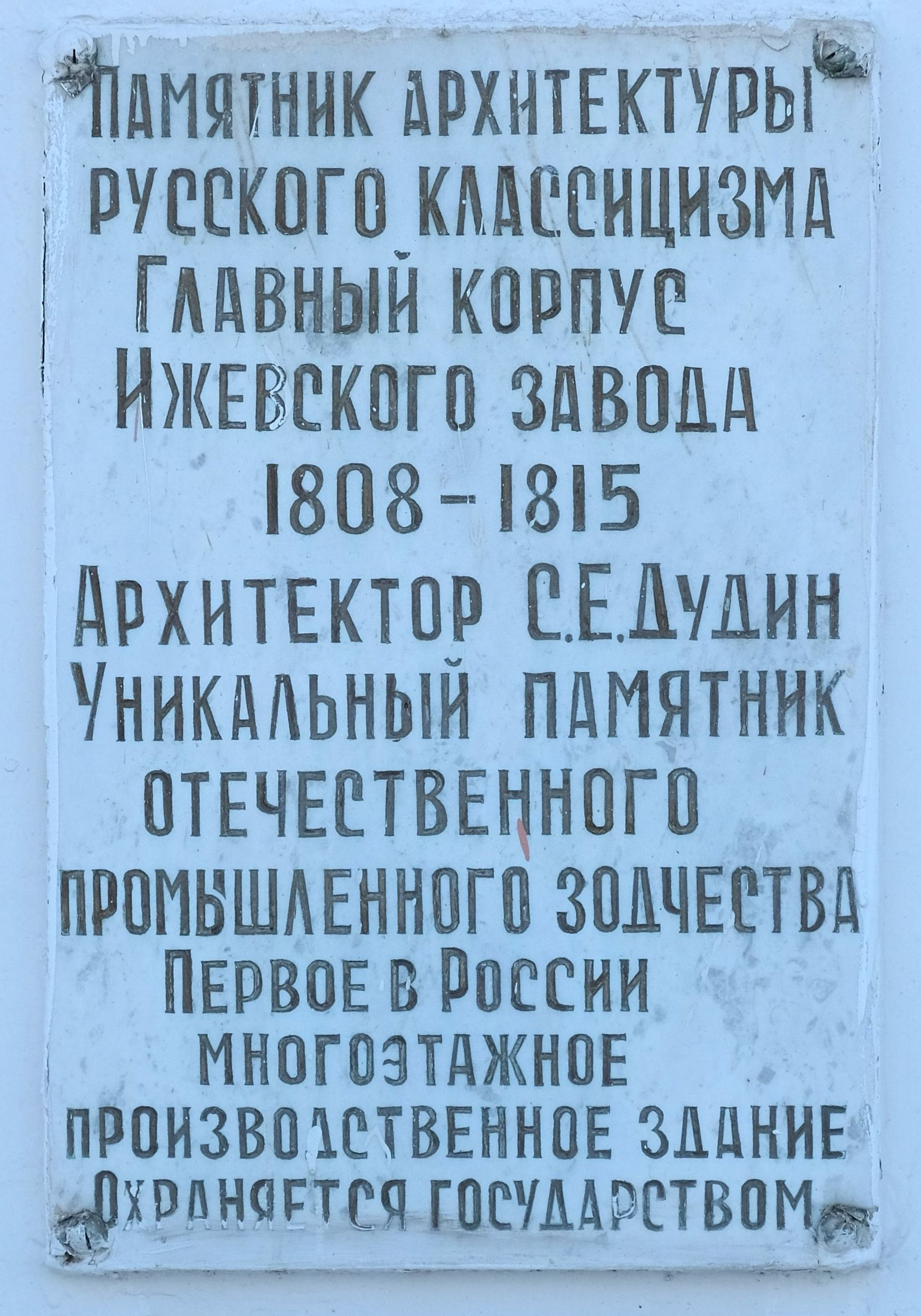
Мемориальная доска на здании корпуса
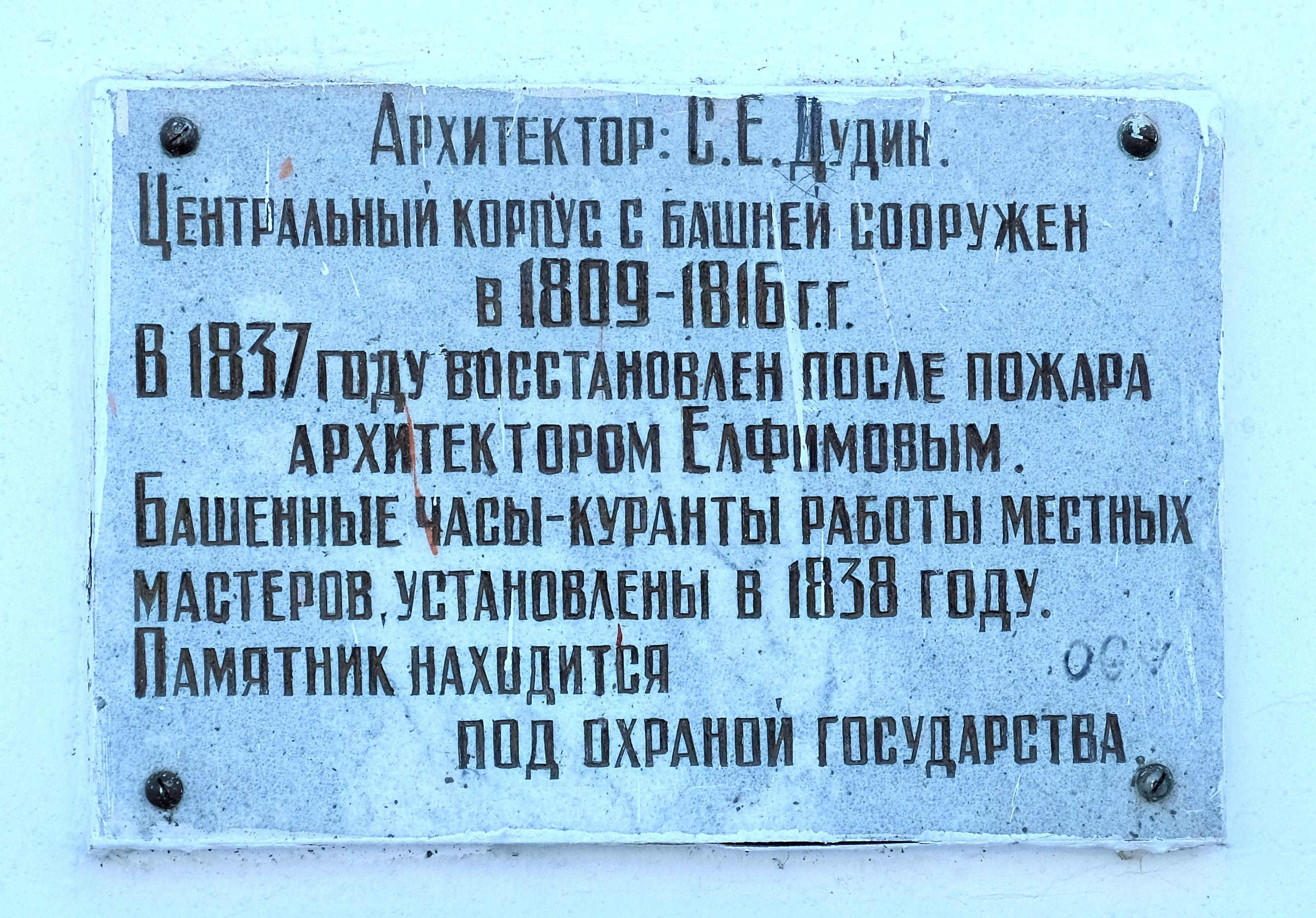
Мемориальная доска на здании корпуса
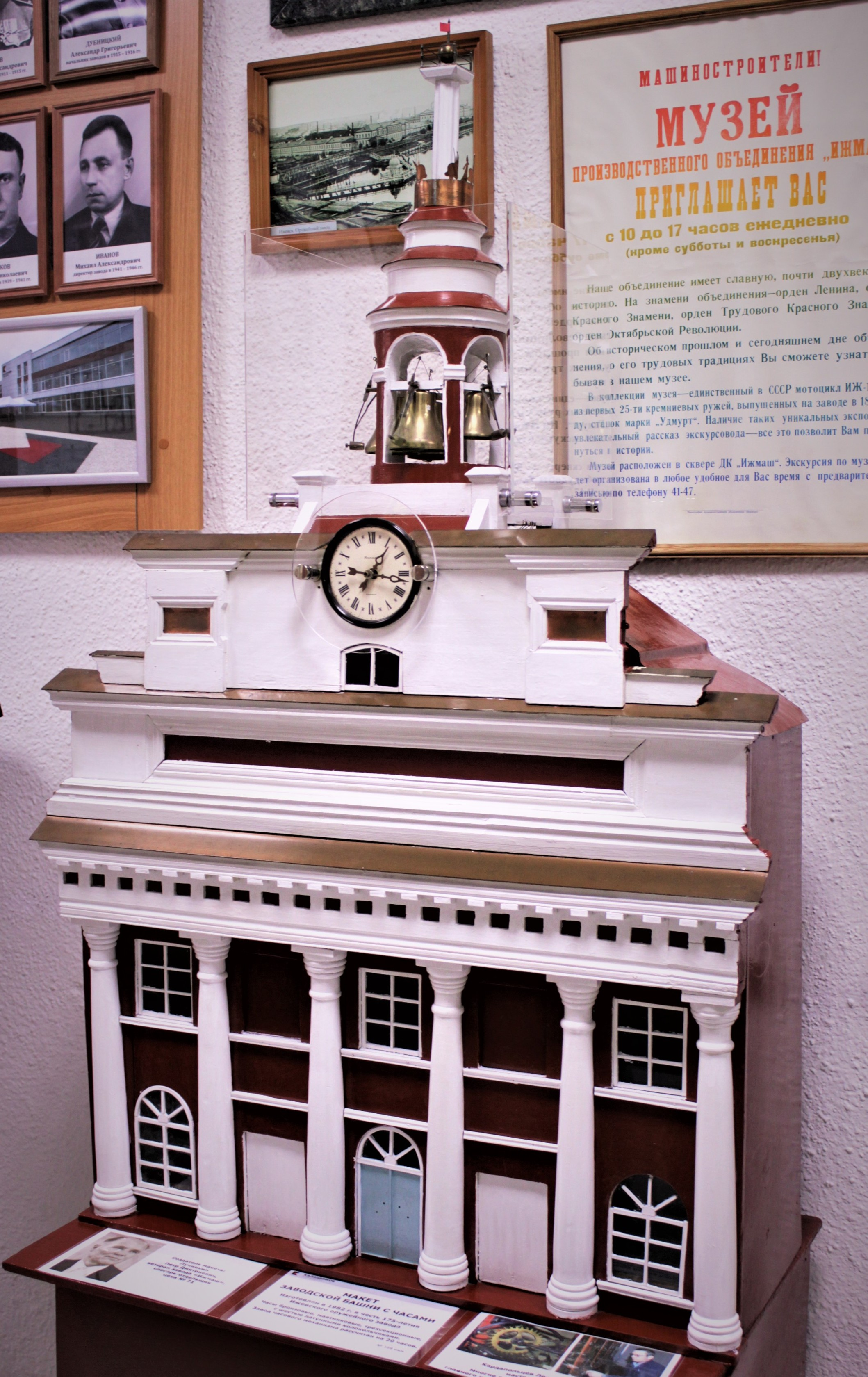
Макет главного корпуса оружейного завода в музее «Ижмаш»